# الحركة اللبنانية لدعم فتح
الحركة اللبنانية لدعم فتح تأسست في عام 1968 من قبل الدكتورة أسامة فاخوري وهو سياسي سني من الدرجة الثانية يعارض قيادة الزعيم السني في بيروت صائب سلام. كما يوحي اسمها تلقت الحركة اللبنانية لدعم فتح دعم حركة فتح منذ البداية وانضمت إلى صفوف الحركة الوطنية اللبنانية في عام 1975.